# یاکوب واوژیناک
یاکوب واوژیناک (به لهستانی: Jakub Wawrzyniak) (زاده ۷ ژوئیهٔ ۱۹۸۳) بازیکن فوتبال اهل کشور لهستان است.
وی سابقه ۲۶ بازی و ۰ گل ملی برای تیم ملی فوتبال لهستان در کارنامه دارد، همچنین پست تخصصی او، دفاع است.